# 帝国通信工業
帝国通信工業株式会社（ていこくつうしんこうぎょう、英: Teikoku Tsushin Kogyo Co.,Ltd.）は、日本の電子部品メーカー。NOBLE（ノーブル）ブランドで展開する専業中堅メーカーである。略称・帝通（ていつう）。

## 概要
- 赤穂工場 - 長野県駒ヶ根市[3]
- 大阪営業所 - 大阪府吹田市[3]
- 製品 - ディスクリート製品（可変抵抗器・抵抗式センサー・抵抗器・エンコーダ・スイッチ等）、前面操作ブロック（ICB）製品[3]

## 沿革
ここでは企業公式の沿革ページ「帝通のあゆみ」をもとに抜粋。
- 1944年8月1日 - 東京芝浦電機（現東芝）・日本電気（NEC）・日本無線（JRC）を中心に、旧財閥系主導で電機系メーカー5社の出資により設立（払込資本金・1,500万円）。
- 1945年8月 - 長野県上伊那郡赤穂町（現駒ヶ根市赤穂地区）に赤穂工場を開設。
- 1954年4月 - 大阪市天王寺区に「大阪出張所」として関西の事業所を開設。
- 1961年
  - 5月 - 長野県飯田市に飯田帝通株式会社設立、固定抵抗器部門へ新規参入。
  - 10月 - 東京証券取引所第2部に株式上場。
  - 12月 - 長野県須坂市の地場メーカー・松田電機に資本参加、現在の連結子会社・須坂帝通とする。
- 1965年3月 - 大阪出張所を府内の吹田市へ移転、「大阪営業所」として昇格。
- 1966年9月 - 台湾桃園県へ海外初進出、現地子会社設立。
- 1970年10月 - 大阪証券取引所第2部に株式上場。
- 1971年2月 - 東京証券取引所・大阪証券取引所の各市場第1部へ上場指定替え。